# سیارک ۴۶۱۸
سیارک ۴۶۱۸ (به انگلیسی: 4618 Shakhovskoj، نامگذاری:1977RJ3) چهار هزار و ششصد و هجدهمین سیارک کشف شده‌است که در ۱۲ سپتامبر ۱۹۷۷ کشف شد.
قدر مطلق سیارک برابر ۱۲٫۹۰ است.